# Huub Willems
J.H.M. (Huub) Willems (Sittard, 1944) is een Nederlands rechter. Hij was tot 2009 vicepresident van het Gerechtshof Amsterdam, en is plaatsvervangend raadsheer in de ondernemingskamer en bijzonder hoogleraar Corporate Litigation aan de Rijksuniversiteit Groningen.
Willems studeerde rechten aan de Universiteit van Tilburg waarna hij wetenschappelijk medewerker werd bij diverse hoogleraren. In 1977 koos hij voor een carrière bij de rechterlijke macht: hij werd rechter bij de Rechtbank 's-Hertogenbosch, wat hij tot 1981 bleef. In 1989 werd hij vicepresident van het Gerechtshof Amsterdam. Van 1996 tot 2009 was hij voorzitter van de ondernemingskamer.
Daarnaast was Willems actief als docent in het universitair onderwijs. Van 1975 tot 1990 doceerde hij Engels recht aan de Universiteit van Tilburg en van 1989 tot 1992 Privaatrechtelijke rechtsvergelijking aan de Rijksuniversiteit Leiden. In 2009 werd hij benoemd tot bijzonder hoogleraar Corporate Litigation aan de Rijksuniversiteit Groningen.
Een van de bekendste rechtszaken waarin Willems beschikking gaf betrof de enquêteprocedure die de Vereniging van Effectenbezitters had aangespannen tegen ABN AMRO ter zake van het feit dat deze bank de verkoop van haar dochteronderneming LaSalle Bank aan de Bank of America niet had voorgelegd aan de algemene vergadering van aandeelhouders. De ondernemingskamer oordeelde dat dat onterecht was.